# هيرفي توم
هيرفي توم (بالفرنسية: Hervé Tum)‏ هو لاعب كرة قدم كاميروني في مركز الهجوم، ولد في 15 فبراير 1979 في ياوندي في الكاميرون. شارك مع منتخب الكاميرون لكرة القدم. أما مع النوادي، فقد لعب مع إسطنبول باشاكشهير وبورصة سبور وسيفاسبور وغنتشلربيرليغي ومعمورة العزيز سبور ونادي بازل ونادي جوزتيبي ونادي ستراسبورغ ونادي سيون ونادي ميتز.

## وصلات خارجية
- هيرفي توم على موقع اتحاد تركيا (لاعب) (الإنجليزية)
- هيرفي توم على موقع قاعدة بيانات كرة القدم.إي يو (الإنجليزية)
- هيرفي توم على موقع ليكيب (الفرنسية)
- هيرفي توم على موقع ناشيونال فوتبول تيمز (الإنجليزية)
- هيرفي توم على موقع عالم كرة القدم.نت (الإنجليزية)